# 碎石路面

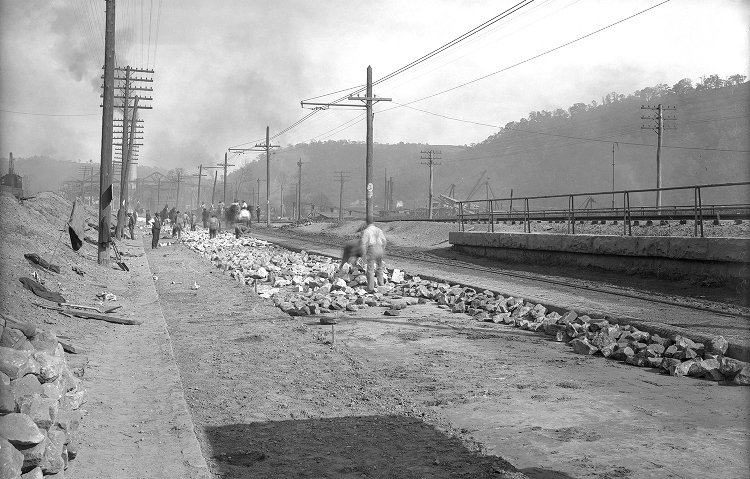
鋪設中的碎石路面

碎石路面是一种由碎石鋪成的路面，這種路面施工技術由苏格兰工程师約翰·勞登·麥克亞當於1820年左右發明。
碎石路面以砾石、碎石为基層，再在基層上填充结合料並壓實。碎石路面根據結合料的不同，分为水结碎石路面、泥结碎石路面、泥灰結碎石路面。這些路面分別以水、石灰土和黏土作為结合料。